# Impact!
TNA Impact! (gestileerd als TNA iMPACT!) is een televisieprogramma in het professioneel worstelen dat geproduceerd wordt door de Amerikaanse worstelorganisatie Total Nonstop Action Wrestling (TNA). Het programma ging in première op 4 juni 2004 en wordt sinds 2019 wekelijks uitgezonden op AXS TV, eigendom van moederbedrijf Anthem Sports & Entertainment.

## Productie

### Formaat
Toen de show op Fox Sports Net was, hadden alle wedstrijden een tijdslimiet (10 minuten voor normale een-op-een wedstrijd en 30 minuten voor titelwedstrijden) en werd de Fox Box van het netwerk gebruikt. In het geval van een trekking met een tijdslimiet, werd de winnaar bepaald door de NWA Championship Committee, een groep bestaande uit drie ervaren sterren. Sinds het verlaten van het kanaal heeft Impact Wrestling het tijdslimietconcept weggegooid.

### Commentatoren
| Commentatoren                          | Datum                                                             |
| -------------------------------------- | ----------------------------------------------------------------- |
| Mike Tenay en Don West                 | 4 juni 2004 – 13 augustus 2009                                    |
| Mike Tenay en Taz                      | 20 augustus 2009 – 8 november 2012 6 juni 2013 – 19 november 2014 |
| Todd Keneley, Mike Tenay en Taz        | 15 november 2012 – 30 mei 2013                                    |
| Josh Mathews en Taz                    | 7 januari 2015 – 10 april 2015                                    |
| Josh Mathews                           | 17 april 2015 – 15 mei 2015                                       |
| Josh Mathews en Da Pope                | 22 mei 2015 – 2 maart 2017                                        |
| Josh Mathews, Jeremy Borash en Da Pope | 9 maart 2017 – 10 augustus2017                                    |
| Josh Mathews en Jeremy Borash          | 17 augustus 2017 – 1 februari 2018                                |
| Josh Mathews en Sonjay Dutt            | 8 februari 2018 – 19 april 2018                                   |
| Josh Mathews en Don Callis             | 26 april 2018 – 24 maart 2020                                     |
| Josh Mathews en Madison Rayne          | 31 maart 2020 – 21 januari 2021                                   |
| Matt Striker en D'Lo Brown             | 16 januari 2021 – 20 mei 202122 juli 2021 – heden                 |
| Josh Mathews en D'Lo Brown             | 27 mei 2021 – 15 juli 2021                                        |

## Speciale afleveringen
| Aflevering             | Datum            | Aantekeningen |
| ---------------------- | ---------------- | --- |
| Live Impact!           | 27 maart 2008    | Eerste live Impact! ooit.                                                                                                   |
| Live HD Impact!        | 23 oktober 2008  | Eerste live HD Impact! buiten van het Impact! Zone.                                                                         |
| Impact! 200            | 30 juli 2009     | 200ste aflevering van Impact! op Spike.                                                                                     |
| Super Impact!          | 15 oktober 2009  | Special 3 uur aflevering van Impact! in de aanloop naar Bound for Glory.                                                    |
| New Years Knockout Eve | 31 december 2009 | 4 uur All Knockout editie van Impact!. Ook gekenmerkt door de "Top 3 PPV matches" van 2009 die gestemd werden door de fans. |
| Monday Night Impact!   | 4 januari 2010   | Live 3 uur editie van Impact! uitgezonden op een maandagnacht voor en tijdens de WWE show Monday Night Raw.                 |
| The Whole F'n Show     | 12 augustus 2010 | Een gratis pay-per-view stijlshow op televisie.                                                                             |
| Before the Glory       | 7 oktober 2010   | Speciale live aflevering van Impact! in de aanloop naar Bound for Glory.                                                    |